# جون ديكون
جون ريتشارد ديكون (بالإنجليزية: John Deacon)‏ الشهير بجون ديكون (من مواليد 19 أغسطس 1951 في لستر) هو موسيقي ومغن مؤلف إنجليزي معتزل.

## وصلات خارجية
- جون ديكون على موقع IMDb (الإنجليزية)
- جون ديكون على موقع الموسوعة البريطانية (الإنجليزية)
- جون ديكون على موقع ميوزك برينز (الإنجليزية)
- جون ديكون على موقع قاعدة بيانات برودواي على الإنترنت (الإنجليزية)
- جون ديكون على موقع إن إن دي بي (الإنجليزية)
- جون ديكون على موقع أول ميوزيك (الإنجليزية)
- جون ديكون على موقع ديسكوغز (الإنجليزية)
- جون ديكون على موقع قاعدة بيانات الفيلم (الإنجليزية)

- صفحته في موقع فرقة كوين.